# Natalie Sumner Lincoln
Pour les articles homonymes, voir Lincoln.
Natalie Sumner Lincoln, née le 4 octobre 1881 à Washington,  et morte dans la même ville le 31 août 1935, est un auteur américain de roman policier.

## Biographie
Après ses études dans un établissement privé, elle travaille dans la milieu de la presse comme rédactrice, notamment au Washington Herald de 1912 à 1914.  Pendant ces mêmes années, elle amorce une carrière littéraire en se lançant dans le roman policier. Elle publiera une vingtaine de titres jusqu’en 1932. Dix d'entre eux ont pour héros l’inspecteur Mitchell de la police de Washington ; deux, le détective privé Ferguson qui mène ses enquêtes dans la même ville. 

## Œuvre

### Romans

#### SérieInspecteur Mitchell
- I Spy (1916)
- The Nameless Man (1917)
- The Moving Finger (1918)
- The Three Strings (1918)
- The Cat’s Paw (1922)
- The Meredith Mystery (1923)
- The Missing Initial (1925)
- The Blue Car Mystery (1926) Publié en français sous le titre Énigmes, Paris, Librairie des Champs-Élysées, Le Masque no 144, 1933
- The Dancing Silhouette (1927)
- P.P.C. (1927)

#### SérieDétective Ferguson
- The Red Seal (1920)
- The Unseen Ear (1921)

#### Autres romans
- The Trevor Case (1912)
- The Lost Despatch (1913)
- The Man Inside (1914)
- C.O.D. (1915)
- The Official Chaperone (1915)
- The Thirteenth Letter (1924)
- The Secret of Mohawk Pond (1928)
- The Fifth Latchkey (1929)
- Marked "Canceled" (1930)
- 13 Thirteenth Street (1932)

## Sources
- Jacques Baudou et Jean-Jacques Schleret, Le Vrai Visage du Masque, vol. 1, Paris, Futuropolis, 1984, 476 p. (OCLC 311506692), p. 283.